# Bojiště bitvy u Slavkova
Bojiště bitvy u Slavkova nebo krátce Slavkovské bojiště je památkově chráněná oblast v Jihomoravském kraji prostírající se východně a jihovýchodně od Brna v Pracké pahorkatině, na území okresů Vyškov a Brno-venkov. Zahrnuje území, kde se 2. prosince 1805 odehrála bitva u Slavkova, významné střetnutí napoleonských válek a jedna z největších bitev, které se kdy udály na českém území.

## Území bojiště
Celé bojiště má rozlohu asi 120 km² a pojímá 25 tehdejších obcí: Bedřichovice, Blažovice, Holubice, Hostěrádky-Rešov, Hrušky, Jiříkovice, Kobylnice, Kovalovice, Křenovice, Měnín, Podolí, Ponětovice, Pozořice, Prace, Sivice, Slavkov u Brna, Sokolnice, Šaratice, Šlapanice, Telnice, Tvarožná, Újezd u Brna, Velešovice, Zbýšov, Žatčany. Jde zhruba o čtyřúhelník s vrcholy v obcích Podolí, Pozořice, Slavkov u Brna a Žatčany. Přirozenými hranicemi jsou na západě Říčka (Zlatý potok) a na jihovýchodě údolí Litavy (Cézavy). 

## Vznik zóny

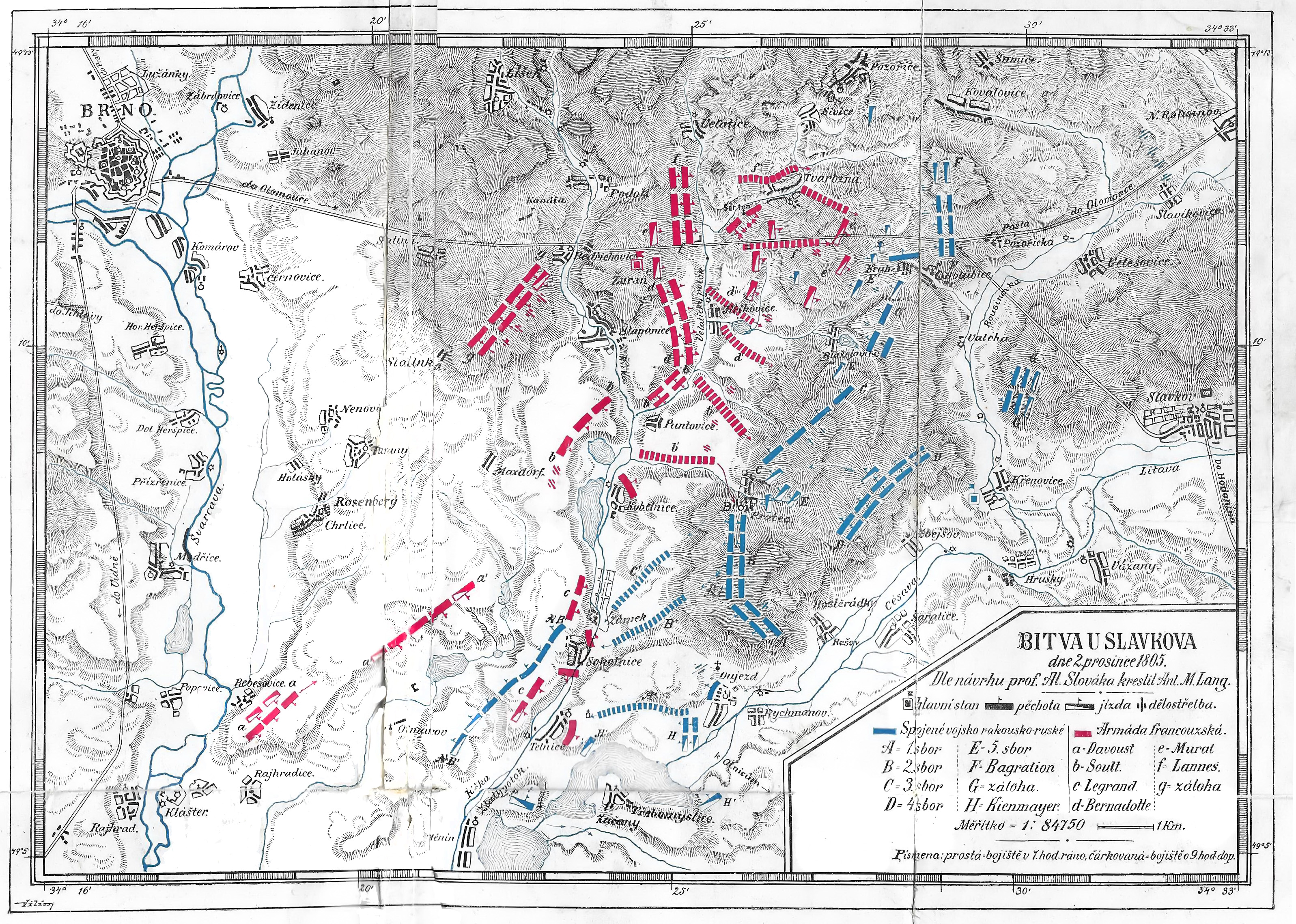
Historická mapa bojiště z roku 1898

V roce 1992 byla vymezená jádrová část území o rozloze 72 km² vyhlášena krajinnou památkovou zónou. 18 obcí z památkové zóny založilo 19. dubna 1999 společnou obecně prospěšnou společnost Mohyla míru – Austerlitz. Československá napoleonská společnost v roce 2010 požadovala rozšíření památkové zóny o dalších pět obcí v severní části bojiště, které v ní dosud nebyly zahrnuty (nebo jen okrajově): Velešovice, Velatice, Sivice, Pozořice a Kovalovice.

## Památky
Na území bojiště se nachází řada hmotných památek, ať už přímých pamětníků bitvy, nebo ve formě různých upomínek na bitvu. Územím mimo jiné prochází od roku 2003 Naučná stezka Bitva tří císařů s celkem 29 zastaveními.

## Obce v krajinné památkové zóně
Celým katastrálním územím:
- Blažovice
- Jiříkovice
- Ponětovice (kromě nepatrné části na pravém břehu Říčky)
- Prace

Částí katastrálního území:
- Holubice
- Hostěrádky-Rešov
- Kobylnice
- Kovalovice (pouze Stará Pošta)
- Křenovice
- Podolí
- Sivice (jen jižní okraj katastru)
- Slavkov u Brna (zámek, park a přilehlé ulice)
- Sokolnice
- Šlapanice
- Telnice
- Tvarožná
- Újezd u Brna
- Velatice
- Velešovice (okrajově)
- Zbýšov
- Žatčany

## Galerie

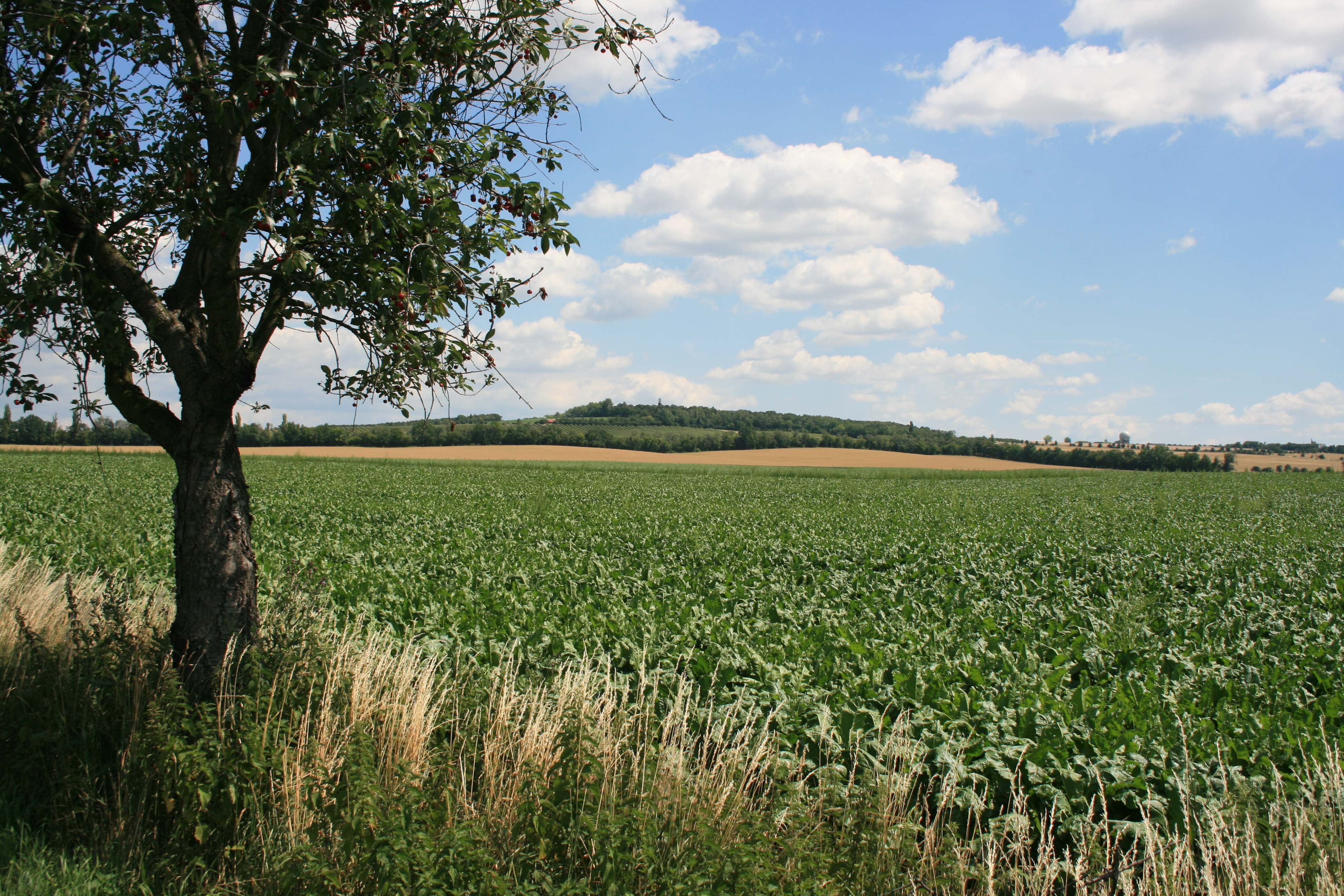
Pratecký kopec od Kobylnic
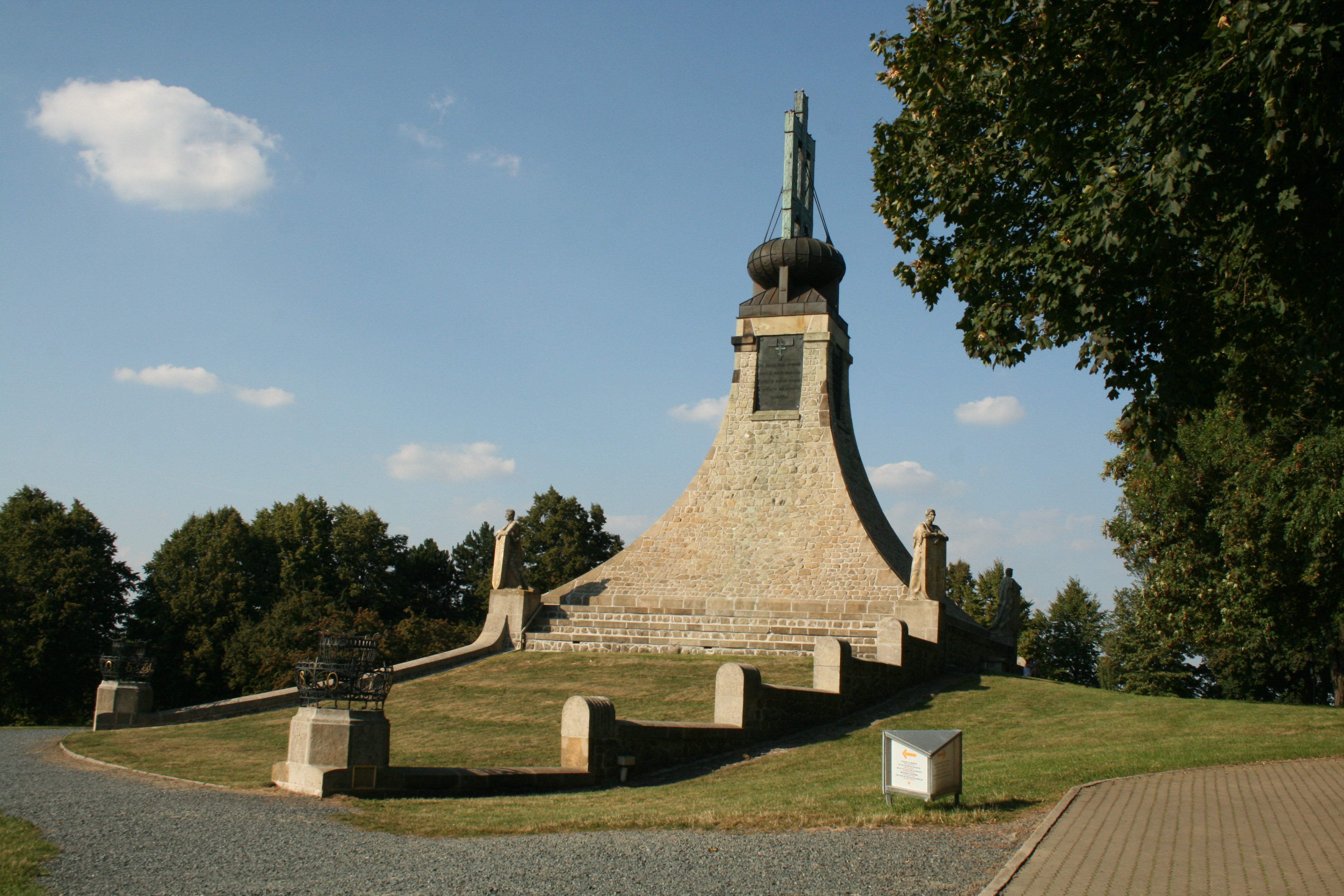
Mohyla míru na Prateckém kopci
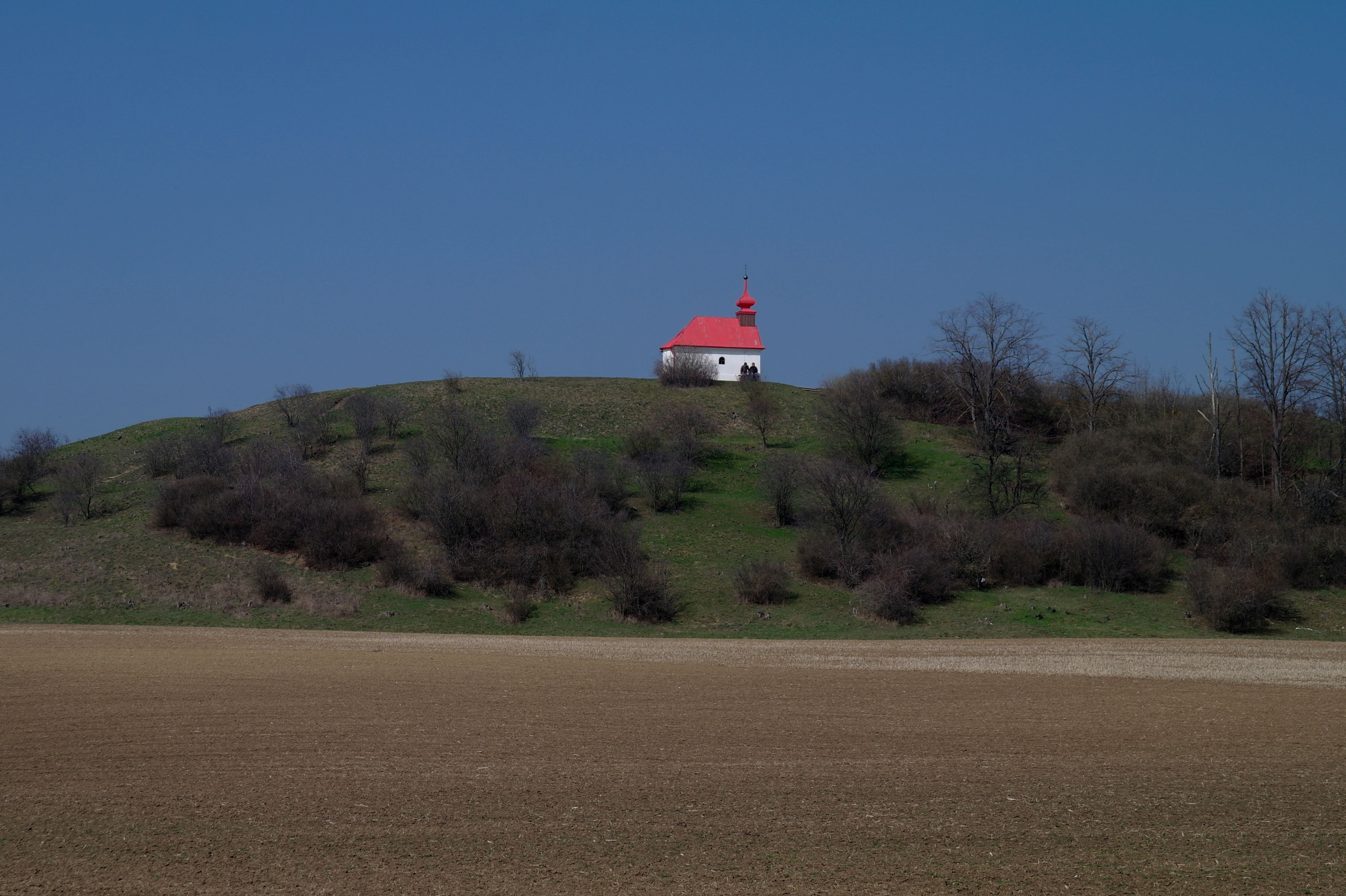
Vrch Santon u Tvarožné
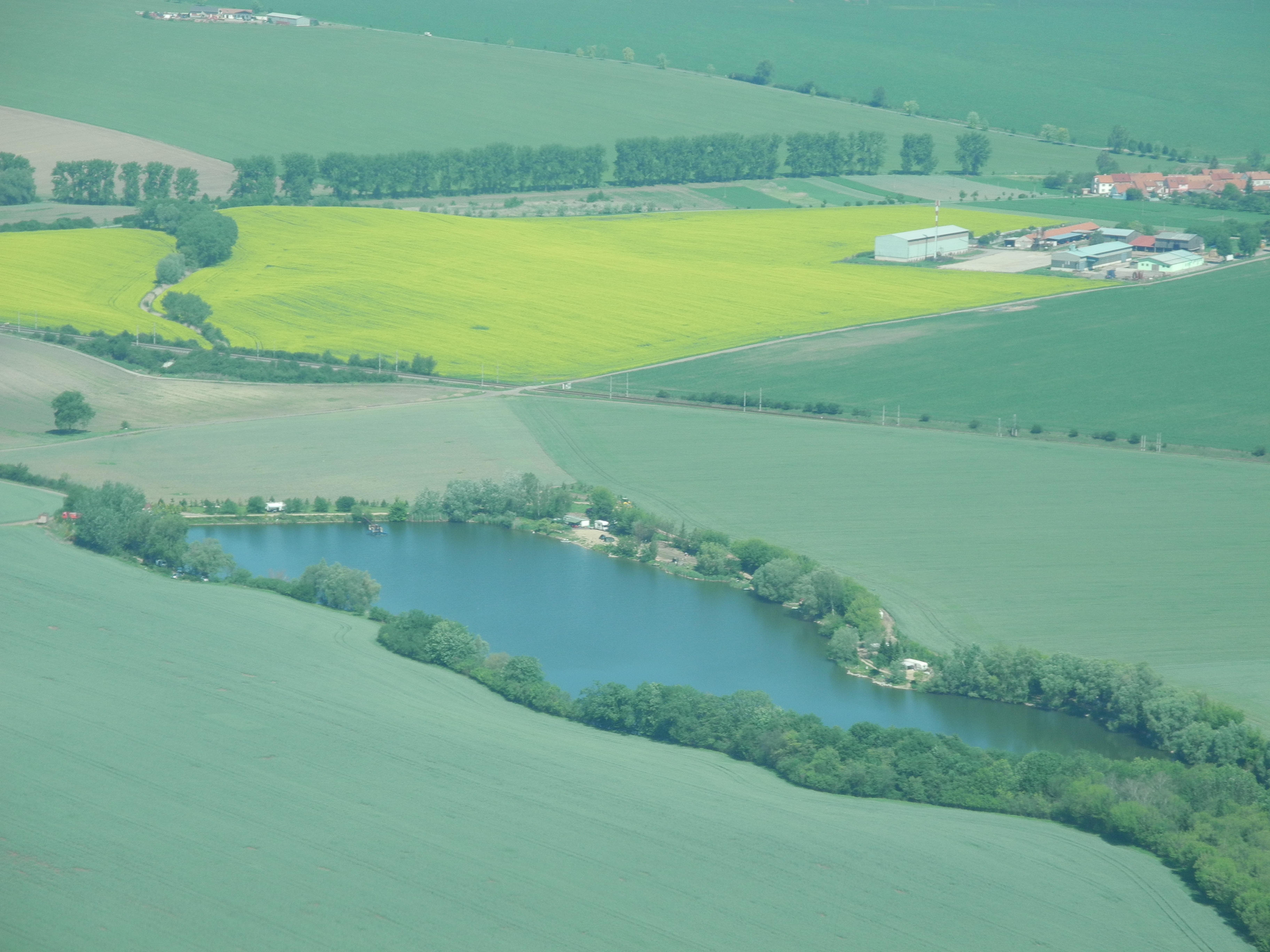
Rybník Grunty u Jiříkovic
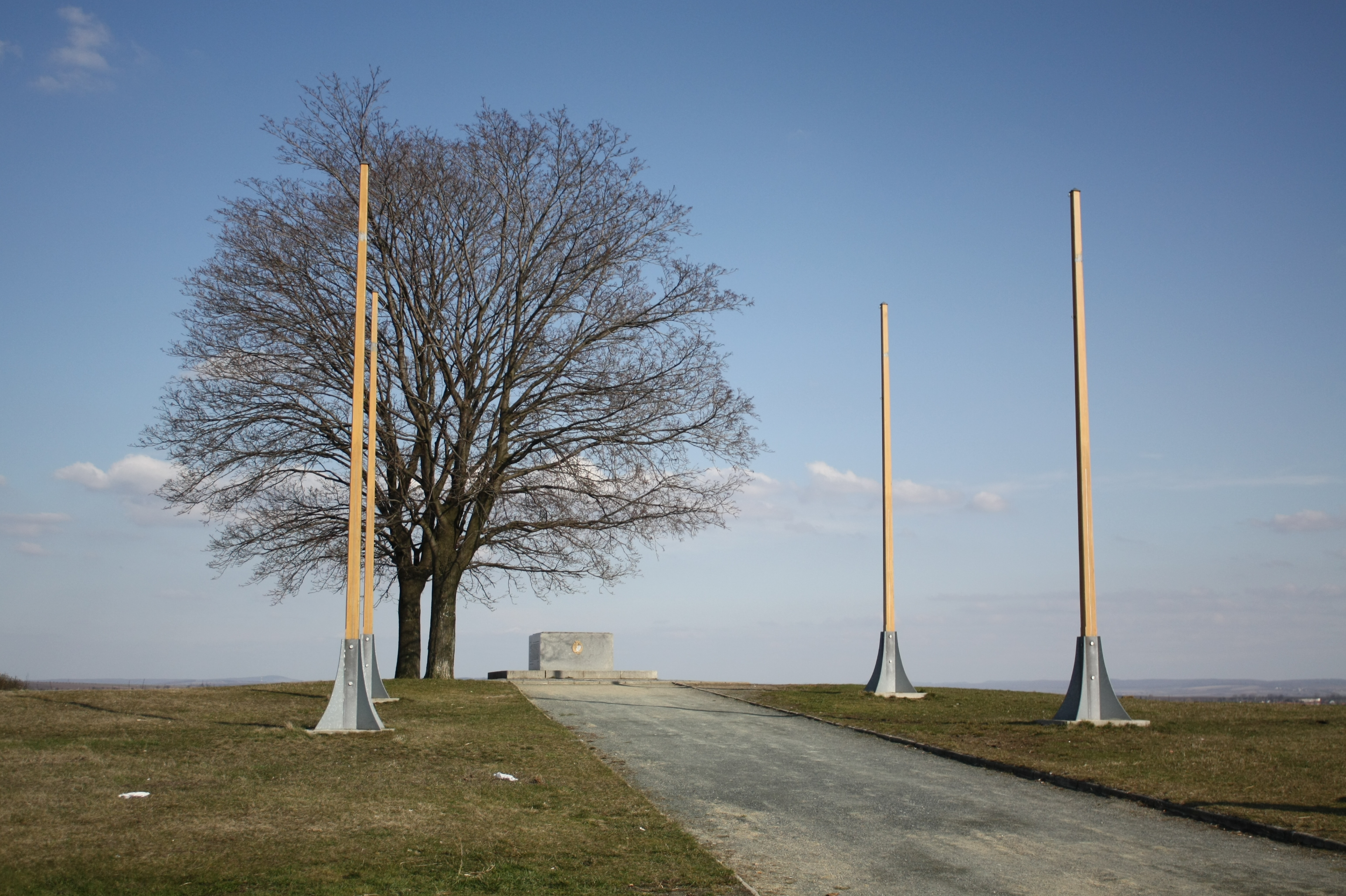
Památník na Žuráni
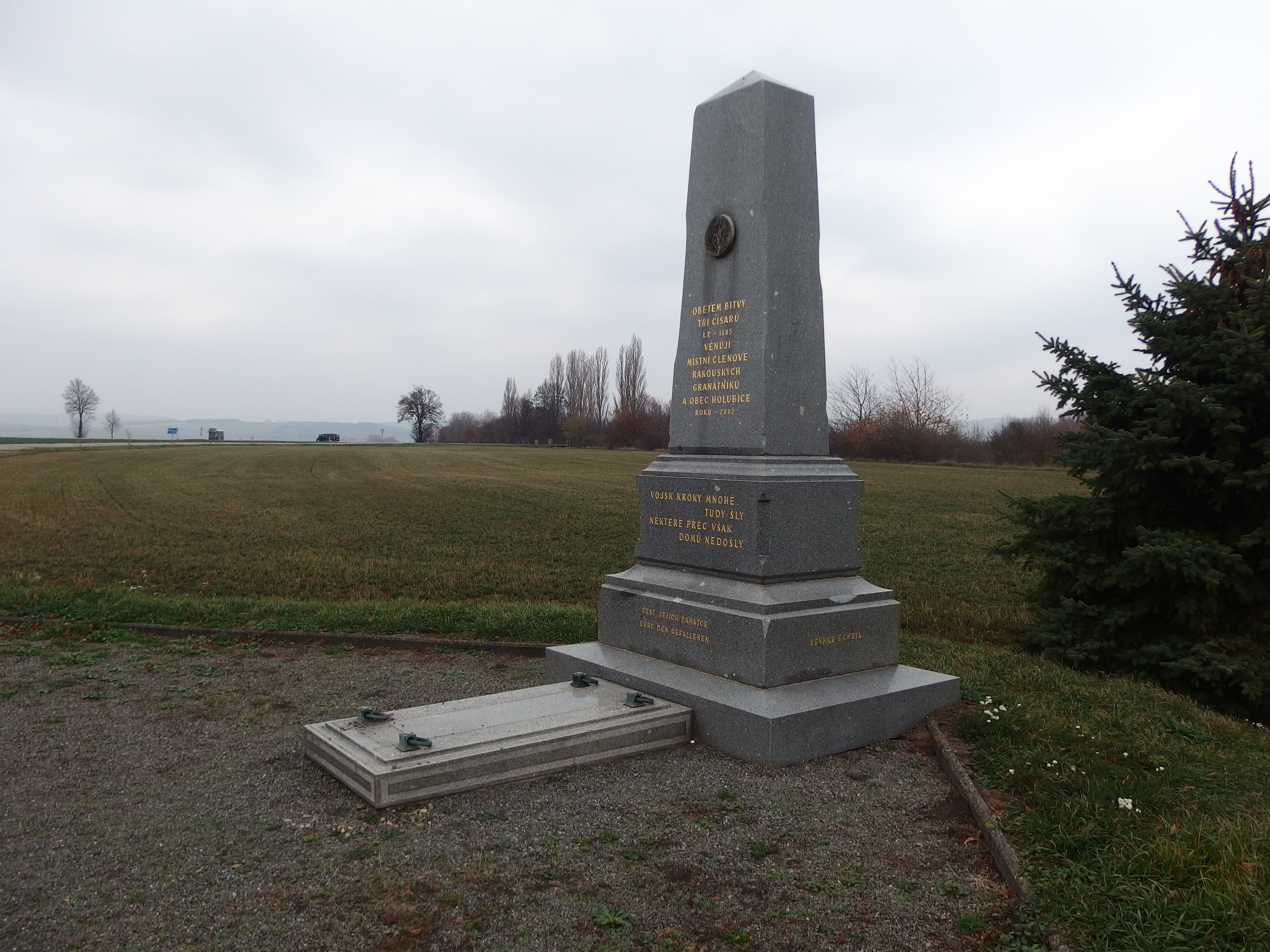
Pomník bitvy u Slavkova v Holubicích
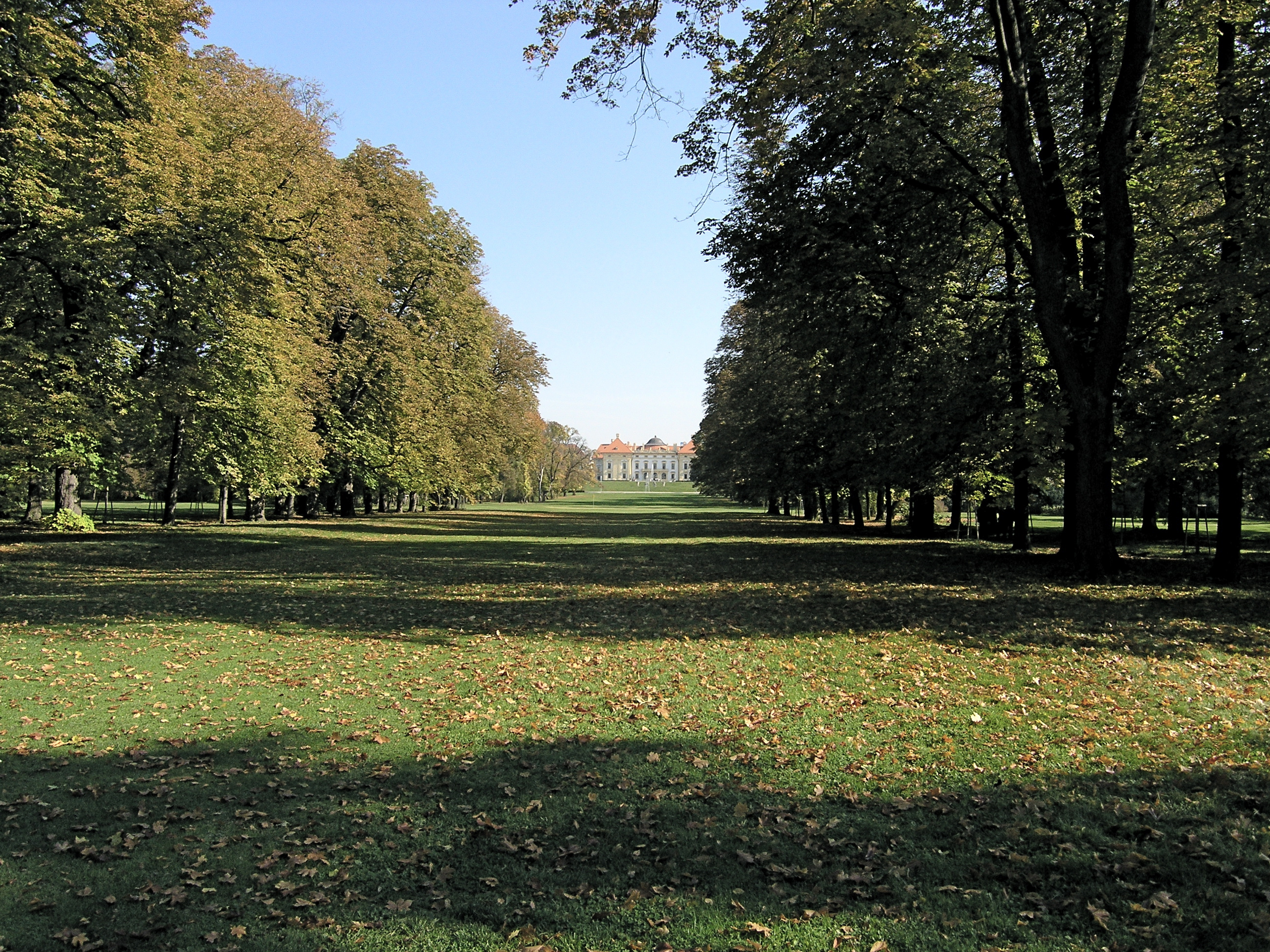
Slavkovský zámecký park
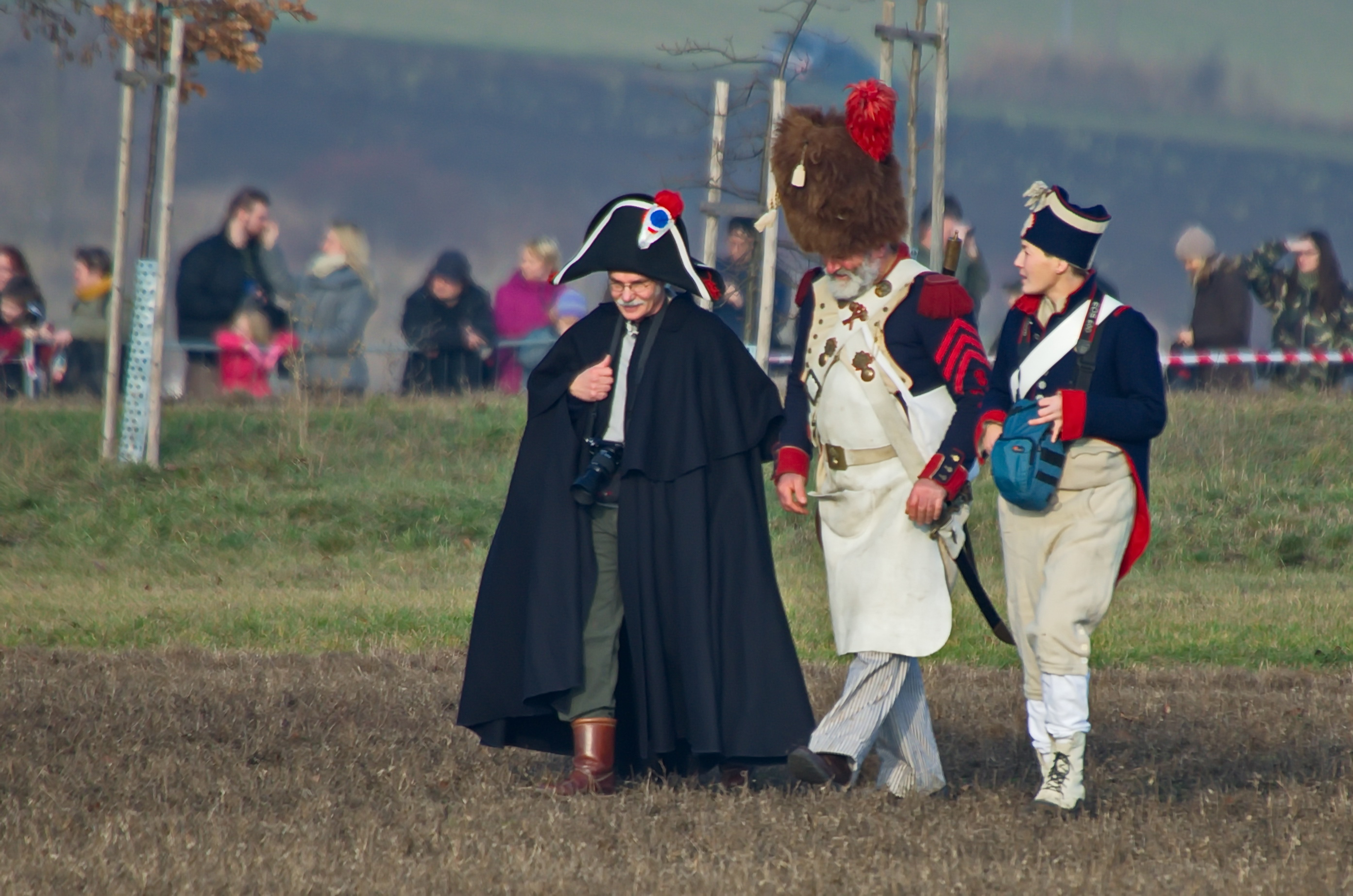
Dobová bitevní ukázka roku 2015